# Чкаловский (аэродром)
Чкаловский — военный аэродром в Московской области, в 31 км к северо-востоку от Москвы, на юго-восточной окраине города Щёлково (микрорайон Щёлково-3, Щёлково-10, посёлок Чкаловский), в 2 км западнее Звёздного городка. Основан в начале 1930-х годов. До 1990-х годов имел наименование «Чкаловская».

## Общая информация
Аэродром 1 класса, способен принимать самолёты Ан-124, Ил-62, Ил-76, Ту-154 и все более лёгкие, а также вертолёты всех типов. Классификационные числа ВПП (PCN): ВПП 12П/30Л 31/R/А/W/T, ВПП 12Л/30П 42/F/B/X/T.
На аэродроме базируются следующие воинские формирования:
- 8-я авиационная Краснознамённая дивизия особого назначения, в составе:
  - 353-й авиационный полк особого назначения — Ил-76 , Ан-12 , Ан-26 и Ан-72;
  - 354-й авиационный полк особого назначения — Л-410 , Ту-134 , Ил-18Д, Ил-62М, Ан-148;
  - 206-я авиационная база особого назначения — вертолёты Ми-8;
  - ФБУ «Государственная Авиакомпания „223-й лётный отряд“» — авиапредприятие для коммерческих перевозок на военных самолётах Ил-76МД, Ту-134А-3, Ту-154Б-2;

а также:
- 1338-й испытательный центр на разнородной технике (Ил-22М, Ил-80, Ил-82, Ту-214Р , Ми-8, Ан-12, Ан-26)
- 70-й отдельный испытательно-тренировочный авиационный полк особого назначения — Ил-76

Оператор аэродрома — 8-я АДОН. Гражданские воздушные суда принимаются только по предварительному согласованию.

## История

### Начало 1930-х годов
В 1929 году в Москве было принято решение о создании вблизи Щёлково новой лётной испытательной базы союзного значения между деревнями Жарково, Кишкино и Хотово. Здесь была построена самая большая взлётно-посадочная полоса из железобетонных плит (ПАГ) в СССР. Также были сооружены аэродинамические трубы, гипобарические камеры, самолётные весы, опытный завод и др. научно-испытательные объекты. Немного позже здесь была построена стартовая горка (первый прообраз взлётной полосы «авианосцев трамплинного взлёта»), получившая в народе название «Чкаловской», для старта тяжёлых самолётов, и, в первую очередь, экспериментального типа машин «РД».
Датой основания аэродрома считается 10 ноября 1932 года, когда был подписан приказ начальника управления ВВС РККА Я. И. Алксниса о приеме в эксплуатацию аэродрома. Этой датой был подписан и второй приказ — о перебазировании НИИ ВВС (ГЛИЦ МО им. В. П. Чкалова).
Уже 11 ноября 1932 года началось перебазирование с Ходынского аэродрома машин с пролётом над Красной площадью. 45 самолётов шли в три колонны за лидером — бомбардировщиком ТБ-3 с бортовым номером 311 экипажа Чкалова В. П.. Окончательно перебазирование закончилось в 1935 году.

### Середина 1930-х годов
В феврале-марте 1933 г. здесь лётчиком-испытателем Ю.И Пионтковским испытывается самолёт (пушечный истребитель) И-Z № 39009. Самолёт нёс одну действующую пушку (АПК-4) под левым крылом и её массогабаритный макет — под правым. Для проведения наземных стрельб соорудили деревянный помост. О проведении огневых испытаний интересно вспоминал один из соратников А. Н. Туполева И. О. Незваль, который в 1932 г. был направлен на авиазавод № 39 для помощи в освоении серийного производства ТБ-3.

 Однажды директор вызвал меня и просил заняться проведением испытания истребителя Д. П. Григоровича. Надо было определить воздействие реактивной струи на обшивку фюзеляжа при стрельбе из пушек Курчевского, установленных на этом самолёте. Мне показалось это поручение довольно странным, так как в то время на заводе находился и сам Григорович, и сотрудники его КБ смогли бы это испытание провести сами. Однако директор настоял, чтобы это испытание провёл я... Испытание мы проводили зимой на территории НИИ ВВС в Щёлково. Тогда эта территория была только что отведена ВВС, и никаких построек там ещё не было. Нами там был сооружен помост высотой в 5—6 метров с наклонной плоскостью для затаскивания самолёта. Самолёт с завода перелетел в Щёлково, и там был установлен на помост, с которого и велась стрельба. Испытания особой сложности не представляли. После каждого выстрела нам надо было только на ощупь определять нагрев и следить за отрывом заклёпок. Поскольку ни отрыва заклёпок, ни нагрева обшивки нами обнаружено не было, мы составили акт с положительным заключением.
Казалось бы, что дело с ОКБ Григоровича на этом и окончилось. Однако спустя немного времени это дело имело для меня совсем неожиданное и при этом неприятное продолжение. Однажды утром меня просят ознакомиться с приказом директора о подчинении мне ОКБ Григоровича. Произошло ли это оттого, что директор переоценил мои способности, или просто по незнанию положения, но во всяком случае это было нелепое решение, и я тотчас побежал к директору, как мог объяснил неправильность его решения и просил немедленно отменить приказ. На самом деле, Григорович был маститый, широко известный конструктор самолётов и вдруг его подчиняют мне, совсем молодому, никому не известному конструктору. Конечно, это директор понял и тотчас отменил приказ.
С 14 сентября по 1 октября 1933 года здесь прошли госиспытания И-Z № 39010, вооружённого уже серийными пушками АПК-4.
Весной 1934 г. на аэродроме заканчивается строительство самой большой ВПП и здесь начинаются испытания самолётов-дублёров АНТ-25. В 1934 г. к перелёту на побитие рекорда дальности готовились два АНТ-25: АНТ-25-1 готовил А. И. Филин, АНТ-25-2— И. Ф. Петров (другое название: РД-1 и РД-2 — «Рекорд дальности»). Испытания проходят с определёнными трудностями, не удаётся достичь заявленной мощности и дальности перелёта. Самолёты проходят доработку. Благодаря оклейке гофрированных частей самолёта полотном из ткани с последующим покрытием аэролаком, полировке поверхности выступающих частей, установке авиадвигателя М-34Р с редуктором, дальность полёта АНТ-25 увеличивается. 10—12 сентября 1934 года экипаж М. М. Громова (второй пилот — А. И. Филин, штурман — И. Т. Спирин) по замкнутому маршруту установил мировой рекорд дальности — 12 411 км, и всесоюзный рекорд продолжительности — 75 часов.
3 августа 1935 года самолёт АНТ-25 экипажа С. А. Леваневского (второй пилот — Г. Ф. Байдуков, штурман — В. А. Левченко) предпринял попытку совершить беспосадочный перелёт по маршруту Москва — Северный полюс — Сан-Франциско, которая окончилась неудачно.
После полёта весь экипаж вызвали на политбюро:

— Я считаю, что Туполев — враг народа, — заявил чуть ли не с порога Леваневский. — На его самолётах летать отказываюсь и прошу занести это в протокол!— 
Однако у Г. Ф. Байдукова была своя твёрдая точка зрения в том, что АНТ-25 способен на трансконтинентальный перелёт (в отличие от С. А. Леваневского, который начал подбирать самолёт другого конструктора).
Уже осенью Г. Байдуков предлагает В. Чкалову организовать перелёт из СССР в США через Северный полюс. Весной 1936 года Чкалов, Байдуков и Беляков обратились в правительство с предложением провести такой перелёт, но Сталин указал другой план маршрута: Москва — Петропавловск-Камчатский.
20 июля 1936 года с аэродрома на Дальний Восток стартует экипаж Чкалова на АНТ-25. Беспосадочный перелёт продолжался 56 часов до острова Удд в Охотском море и составил 9375 километров.

### Конец 1930-х годов
18 июня 1937 года экипаж в составе командир — В. П. Чкалов, второй пилот — Г. Ф. Байдуков, штурман — А. В. Беляков совершил перелёт на самолёте АНТ-25 по маршруту Москва (Щёлковский аэродром) — Северный полюс — Соединённые Штаты Америки, с приземлением на аэродроме Пирсона в Ванкувере, штат Вашингтон.
12 июля 1937 года экипаж в составе командир — М. М. Громов, второй пилот — А. Б. Юмашев, штурман — С. А. Данилин совершил перелёт на втором самолёте АНТ-25 по маршруту Москва — Северный полюс — Соединённые Штаты Америки, с приземлением на пастбище близ Сан-Джасинто, штат Калифорния. Был установлен мировой рекорд дальности по прямой линии (10 148 км) и мировой рекорд дальности по ломаной линии (11 500 км).

 
12 августа 1937 года четырёхмоторный самолёт ДБ-А с бортовым номером Н-209 с экипажем в составе шести человек — Сигизмунд Леваневский (первый пилот), Н. Кастанаев (второй пилот), В. Левченко (штурман), Н. Галковский (радист), Н. Годовиков (бортмеханик), Г. Побежимов (бортмеханик) под командованием Леваневского начал полёт из Москвы через Северный полюс в Фэрбенкс, штат Аляска, США. Это была одна из первых машин этого проекта, фактически экспериментальная.
13 августа радиосвязь с самолётом прервалась после того, как они пролетели над Северным полюсом.
C 11 августа по 28 октября 1937 г. на аэродроме проходил государственные испытания АНТ-42, в январе и феврале 1938 года проводят испытания с неубирающимися лыжным шасси на скорость и высоту. В заключении к отчёту установлено: «Самолёт обладает потолком большим, чем современные скоростные истребители, и скоростями, близкими к скоростям истребителей на высоте 7000—8000 м».
С декабря 1937 года завод № 156 приступил к доработке первого прототипа АНТ-42-1 (после ареста А. Н. Туполева самолёту было присвоено обозначение: «самолёт 42»), в ходе которой были установлены модернизированные моторы АМ-34ФРНВ (номинальная мощность — 1050 л. с.).
Позднее с аэродрома совершались старты с мировыми рекордами дальности.
С аэродрома 27 июня 1938 г. в 8 час. 36 мин. стартовал экипаж в составе лётчика В. К. Коккинаки и штурмана А. М. Бряндинского на самолёте ЦКБ-30 «Москва», который совершил беспосадочный перелёт по маршруту Москва — Дальний Восток.

24 сентября 1938 года в 8 час. 12 мин. утра по московскому времени известные всей стране лётчицы-орденоносцы Гризодубова Валентина Степановна, капитан Осипенко Полина Денисовна и старший лейтенант Раскова Марина Михайловна (штурман) вылетели в беспосадочный перелёт из Москвы на Дальний Восток на двухмоторном самолёте.— Статья газеты «Правда» Москва—Дальний Восток от 25.09.1938 г.
Самолёт АНТ-37 «Родина» установил мировой рекорд женского состава экипажа по дальности более чем на полторы тысячи километров.
Утром 28 апреля 1939 года на самолёте ЦКБ-30 «Москва» стартовал экипаж лётчиков В. К. Коккинаки и М. X. Гордиенко по трансатлантическому маршруту Москва — остров Мискоу (США), за 22 ч 56 минут пролетев около 8000 км 29 апреля он устанавливает новый мировой рекорд дальности полёта.

### Великая Отечественная война (1941—1945)
С началом войны здесь формируются три истребительных полка (401, 402, 403), два полка пикирующих бомбардировщиков (410, 411), два тяжёлых бомбардировочных полка (420, 421), штурмовой полк (430), разведывательная эскадрилья (38) из трёхсот лётчиков-испытателей НИИ ВВС РККА, а также три батальона аэродромного обслуживания (760,761,762).
Одним из легендарных лётчиков «Чкаловского аэродрома» с первых дней начала ВОВ являлся С. П. Супрун. Подполковник, командир 401-й иап он (1-й истребительный авиационный полк особого назначения) 30 июня 1941 с первой и второй эскадрильями вылетел на Западный фронт на место базирования — аэродром Зубово, в 20 километрах южнее Орши. В тот же день он написал родителям в Сумы своё последнее письмо, это письмо хранится в Историческом музее в Москве:

 Чкаловская
Дорогим родным.
Сегодня улетаю на фронт защищать свою Родину, свой народ. Подобрал себе замечательных лётчиков-орлов. Приложу все свои силы, чтоб доказать фашистской сволочи, на что способны советские лётчики. Вас прошу не беспокоиться. Целую всех.
 Степан.— Предсмертные письма борцов с фашизмом / Говорят погибшие герои.
В этот же день с интервалом в пять минут вылетает 402-й иап (2-й истребительный авиационный полк особого назначения) под командованием подполковника П. М. Стефановского на место базирования — аэродром Идрица Западного фронта.
Эти авиаполки были оснащены тогда ещё секретными самолётами МиГ-3. Заводские испытания начались в апреле 1940 г., лётчиком-испытателем был А. Екатов. Супрун же следил за ходом подготовки этой машины к серии, он был ведущим лётчиком-испытателем МиГа. В числе других испытания самолёта проводили А. Г. Кубышкин, А. И. Кабанов, П. М. Стефановский, А. Г. Кочетков, А. И. Филин (последний был расстрелян по приказу военного трибунала, в первых пунктах которого ему ставилось в вину занижение дальности МиГ-3).
В первые же дни войны оба полка показали высокие боевые качества.
3 июля 1941 года 410-й ОППБ (особый полк пикирующих бомбардировщиков) на Пе-2 под командованием полковника А. И. Кабанова (зам. командира Ф. Ф. Опадчий) приступает к боевым вылетам на Западном фронте. 18 боевых вылетов совершает в полку зам. командира эскадрильи Герой Советского Союза С. С. Гайдаренко.
В июле 1941 года формируется 411-й ОППБ (особый полк пикирующих бомбардировщиков) на Пе-2 под командованием В. И. Жданова. Однако из-за его некомплекта материальная часть и личный состав были распределены по другим полкам. Жданова В. И. переназначили командиром эскадрильи 410-й ОППБ вместо Ф. Ф. Опадчего.
Формирование 412-го дальнебомбардировочного авиаполка (командир полковник В. И. Лебедев) началось 7 июля 1941 года, самолёты ТБ-7 собирали по всей стране. В ВВС РФ прямым наследником полка является 203-й отдельный гвардейский Орловский авиационный полк (самолётов-заправщиков).
3 июля 1941 года формируется 430-й штурмовой авиационный полк, состоящий из самолётов Ил-2 под командованием подполковника Николая Иосифовича Малышева (зам. командира майор А. К. Долгов), место базирования — аэродром Зубово. Уже 5 июля 1941 года авиаэскадрилья полка А. К. Долгова наносит ощутимый удар по военной технике противника на лётном поле аэродрома в Бешенковичах. Впоследствии 6 августа 1941 г. на его базе из лётчиков НИИ ВВС формируется 38-я отдельная разведывательная авиационная эскадрилья.
В августе 1941 года принимается решение НКО СССР № 165163 от 15.08.41 г. отозвать лётчиков-испытателей с фронта. Также в связи с приближением линии фронта к Москве НИИ ВВС летом 1941 г. был перебазирован в г. Свердловск на аэродром Кольцово, а Приказом НКО СССР от 25 января 1943 г. институт был возвращён на Чкаловскую.
С июня 1943 года на аэродроме базируется 126-й истребительный авиационный полк ПВО на самолётах Ла-5 из состава 320-й истребительной авиационной дивизии ПВО с задачей прикрывать Москву и военно-промышленные объекты в границах района ответственности Переславль-Залесский — Кимры — Дмитров — Химки — Кунцево — Монино — Воскресенск — Луховицы — Спас-Клепики — Юрьев-Польский.

### Послевоенные годы
18 августа 1980 года в День Воздушного Флота был торжественно открыт памятник около аэродрома. На открытии памятника выступил заслуженный лётчик-испытатель СССР Герой Советского Союза Ю. В. Сухов, испытавший Су-7Б в 1958 году.

### Современное состояние
На аэродроме базировался 70-й отдельный испытательно-тренировочный авиационный полк особого назначения им. В. С. Серёгина, входящий в состав «Центра подготовки космонавтов» (РГНИИ ЦПК). На вооружении полка состояли самолёты Ил-76МДК, Ту-154, Ту-134, Л-39. На базе расформированного полка в 2010 году создано авиационное управление ФГБУ «НИИ ЦПК имени Ю. А. Гагарина», куда частично были переданы самолёты и лётно-технический состав полка.
С 1992 года на аэродроме базировалась 8-я Авиационная дивизия особого назначения (8-я АДОН, ранее 10-я ОКАБОН, до 1960 года 2-я авиационная Краснознамённая дивизия особого назначения (АКДОН)), в 2009 году переформированная в 6991-ю авиационную базу 1-го разряда. С 1 декабря 2010 года база вошла в состав 6955-й авиационной базы (Мигалово, с 2010 года — 8-й военно-транспортный авиационный полк, а на базе подразделений в Чкаловском сформирована 800-я авиационная база 2-го разряда.
С 1998 года в соответствии с распоряжением правительства России 1998 г. № 203 и согласно приказу МО РФ 1998 г. № 397 аэродром Чкаловский является аэродромом совместного базирования: помимо воздушных судов Минобороны РФ имеет право принимать воздушные суда МВД РФ, Роскосмоса, а также гражданские воздушные суда (только на ВПП 12Л/30П) по предварительному согласованию.
C 1961 по 2011 годы на территории размещался 30 ЦНИИ МО. На территории аэродрома дислоцирована войсковая часть 52531 и другие войсковые части (4 батальона обслуживания и охраны аэродрома).
В 2015 году на аэродроме Чкаловский формируется новое вертолётное подразделение вертолётов Ка-226Т.
В феврале 2017 года на основе 800-й авиабазы воссоздана Авиационная дивизия особого назначения.
18 сентября 2023 года, на фоне вторжения России на Украину, по утверждению ГУР Минобороны Украины, на аэродроме были повреждены Ан-148, Ил-20 и вертолёт Ми-28.

## Аэропорт Чкаловский
В соответствии с распоряжением правительства РФ от 19 декабря 1994 № 1973-р Чкаловский был открыт для международных полётов военных воздушных судов, став международным аэропортом — отсюда по разовым разрешениям осуществляются чартерные гражданские пассажирские и грузовые авиаперевозки, в декабре 1999 года было создано ОАО «Аэропорт „Чкаловский“», планировалось открытие специального пассажирского терминала.
Предполагалось, что с июля 2010 года из аэропорта Чкаловский будут осуществляться регулярные пассажирские рейсы в Абхазию самолётами ВВС России два рейса в неделю. Но вышел приказ Ространснадзора от 22 января 2009 № ак-25фс "Об отказе в предоставлении лицензии Открытому акционерному обществу «Аэропорт Чкаловский» с формулировкой: «Отказать в предоставлении лицензии на осуществление деятельности по обеспечению авиационной безопасности Открытому акционерному обществу „Аэропорт Чкаловский“ (сокращённое наименование — ОАО „Аэропорт Чкаловский“,....) в связи с несоответствием соискателя лицензии лицензионным требованиям и условиям».
Голландский архитектор Рейнир де Грааф в рамках выставки-конкурса на разработку концепции московской агломерации в 2012 г. предложил создать двойную электрическую инфраструктурную сеть (одна для высокоскоростной железной дороги, а ещё одна — для электрического общественного транспорта), которая соединила бы четыре периферийных «магнита» вокруг аэропортов «Домодедово», «Шереметьево», «Внуково» и «Чкаловский». Аэропорт «Чкаловский», по мнению архитектора, следует преобразовать в грузовой, таким образом, он может стать одним из самых больших в мире.
Аэропорт Чкаловский вошёл в число претендентов на статус четвёртого международного аэропорта московского авиаузла.
В своём выступлении на третьей международной конференции «Рынок авиатоплива России» 28 марта 2013 года вице-президент «Транснефтепродукта» Владимир Назаров сообщил, что в настоящее время ведутся переговоры с «Газпромнефть — Аэро» по подключению отвода от кольцевого магистрального нефтепродуктопровода к аэропорту Чкаловский. Этот отвод давно существует, но последний раз прокачка по нему от КНПП в аэропорт Чкаловский осуществлялась в мае 2001 года. Московский кольцевой нефтепродуктопровод (КНПП) представляет собой три закольцованных нитки трубопроводов, по которым, не смешиваясь, транспортируются бензин, дизельное топливо и керосин. КНПП подсоединён отводами к аэропортам Шереметьево, Внуково и Домодедово. Имеется также подводящий трубопровод от Московского НПЗ и нефтепродуктопровод от Рязанского нефтеперерабатывающего комбината.
Один из недостатков аэропорта Чкаловский в качестве предполагаемого 4-го международного аэропорта московского авиаузла — сложности с транспортной доступностью. Чтобы этот недостаток устранить, Министерство природных ресурсов 27.01.2014 разрешило вырубку около 40 га леса, в том числе относящегося к национальному парку Лосиный Остров, для строительства 6-полосного дублёра Щёлковского шоссе. Новое шоссе будет иметь длину 19,8 км, пройдёт в обход населённых пунктов и позволит добраться на машине от МКАД до будущего аэропорта за 15 минут.

## Происшествия

### Катастрофа Ан-26РТ 20 апреля 1988 года
Целью тренировочного полёта самолёта Ан-26РТ, бортовой номер ВС СССР — 04, была отработка взлёта и посадки в ночных условиях без использования прожекторов и фар. После посадки экипаж принял решение на выполнение незапланированного взлёта с конвейера и с этой целью резко переместил ручку управления двигателем (РУД) с 0° по указателю положения рукоятки топлива (УПРТ). Перед отрывом самолёта произошло флюгирование винта правого двигателя, что экипаж своевременно не определил и продолжил взлёт. Обнаружив самовыключение двигателя на высоте 70 м и скорости 200 км/ч, экипаж выполнил три неграмотные попытки запуска вспомогательной силовой установки. Вопреки требованиям РЛЭ, запуск правого двигателя экипаж начал производить на недопустимо малой высоте и скорости. Самолёт вышел на срывной режим, задел крышу двухэтажного дачного дома, упал в небольшой пруд, разрушился и частично сгорел. Катастрофа произошла на удалении 15 км от аэродрома Чкаловский в селе Кудиново Ногинского района Московской области. Взлёт выполнялся с ВПП 12.
Погибло 6 человек, все члены экипажа: командир корабля Мельников С. Н., помощник командира корабля Филиппов А. Ю., штурман Берендеев И., борттехник Глухов И., бортрадист Коростин В., бортмеханик Кузовков И.

### Катастрофа Ил-76ТД 14 июля 2001 года
14 июля 2001 года грузовой самолёт Ил-76ТД авиакомпании «Русь» выполнял рейс в Норильск. Отрыв был произведён на скорости 290 км/ч, что на 25 км/ч превышает рекомендованную РЛЭ. На высоте около 10 метров командир воздушного судна (КВС) начал выполнять правый разворот с креном 7° с целью компенсации уклонения влево от курса взлёта.
В нарушение требований РЛЭ, в процессе разворота, на высоте 23—24 метров, была произведена перекладка стабилизатора с −5,4° до −3,9° на пикирование при отсутствии компенсирующего отклонения руля высоты. Наиболее вероятной причиной управления стабилизатором могла быть его установка в положение, не соответствующее фактическому значению веса и центровки.
Комиссией по расследованию было установлено, что управление стабилизатором на взлёте является характерным и регулярно повторяющимся нарушением КВС B. C. Бойко. При этом были также выявлены факты, когда командно-лётный состав сам использовал подобные приёмы управления самолётом на взлёте. Скорость набора высоты после отрыва самолёта составляла приблизительно 1,7 м/с, а после отклонения стабилизатора набор высоты прекратился и произошло снижение до высоты 20—21 метра. За одну секунду до столкновения с препятствием (деревья по курсу взлёта) руль высоты был отклонен на 11—12°, на кабрирование, однако избежать столкновения не удалось. Самолёт на удалении 930 метров от торца ВПП и правее оси на 47 метров столкнулся с деревьями в районе ближнего привода на высоте около 22 метров. В результате столкновения произошло разрушение третьего и четвёртого двигателей, правого предкрылка и закрылка, обтекателя ниши главных опор шасси. В дальнейшем самолёт на удалении 1460 метров от торца ВПП столкнулся с землёй и разрушился. Центровка самолёта диспетчером по центровке не рассчитывалась. Схема загрузки груза в самолёт не составлялась. В результате проведённых в ходе расследования исследований было установлено, что фактическая взлётная масса самолёта составляла примерно 204 тонны, центровка 29,8 % САХ. Таким образом, взлётная масса самолёта превышала максимально допустимую примерно на 14 тонн. После падения воспламенились 70 тонн авиационного керосина из баков самолёта. На тушение пожара были стянуты силы МЧС с части Московской области. Счастливым обстоятельством можно считать то, что самолёт упал в лес, не попав ни на один населённый пункт в этом достаточно густонаселённом районе, так как вокруг аэропорта расположены десятки дачных посёлков, а также город Щёлково и посёлок Монино.
Погибли все 10 человек, находившиеся на борту — 8 членов экипажа и 2 пассажира.

### Происшествие с самолётом Ту-154 29 апреля 2011 года
Благодаря любительской видеосъёмке, в сеть попал авиационный инцидент, произошедший 29 апреля 2011 года при облёте самолёта Ту-154 с бортовым номером RA-85563. Эти видео получили достаточно широкий общественный резонанс.
Обстоятельства проишествия. Самолёт стоял на хранении около десяти лет. Командованием было принято решение о восстановлении самолёта, для чего требовалась его  перегонка с аэродрома Чкаловский на капитальный ремонт на завод «Авиакор» в Самару. После восстановительных работ на аэродроме Чкаловский лайнер был поднят в воздух для контрольного облёта и проверки функционирования всех систем. Однако, сразу же после отрыва от ВПП выяснилось, что автоматическая система управления полётом не работает должным образом. Самолёт попал в режим продольно-поперечной раскачки, именуемый «голландский шаг». Экипаж причины отказа не распознал и мер к устранению не принял. Вручную компенсируя раскачку самолёта, лётчикам удалось благополучно посадить самолёт на аэродром взлёта со второго захода.
В ходе проверки было установлено, что причиной происшествия стало непреднамеренное перепутывание фазных шин питающего напряжения 36 вольт в канале демпфирования АБСУ-154, при монтаже элементов бортовой сети в распределительной коробке электропитания, в результате чего гироскопы, вместо сигнала на гашение раскачки, выдавали противоположный по фазе сигнал, вызывающий усиление колебаний самолёта.
Главком ВВС РФ Александр Зелин обещал представить к наградам лётчиков Ту-154 — по его словам, они «проявили мужество и героизм, делали то, что от них зависело» и «благодаря им все закончилось благополучно».

### Другое
15 марта 2016 г. вблизи аэродрома Чкаловский был задержан гражданин США, производивший фотосъёмку самолётов военного и специального назначения.

## Фильмография
- Люди, сделавшие землю круглой